# Prestigio occupazionale
Con il termine prestigio occupazionale i sociologi si riferiscono al livello di classe sociale associato con una determinata occupazione.

## Esempi di scale di prestigio occupazionale

### Desiderabilità sociale delle occupazioni in Italia
La scala italiana pubblicata nel 2007 di desiderabilità delle occupazioni si basa su una media ponderata dei punteggi assegnati dai singoli intervistati. Da questi ultimi sono stati valutati i fattori salienti nella valutazione di desiderabilità delle professioni, di seguito presentati in ordine decrescente di importanza: grado di responsabilità, livello di competenze, reddito, titolo di studio, stabilità, potere, prestigio, grado di autonomia, utilità sociale, rischio imprenditoriale, creatività e visibilità mediatica.
| Rango | Categoria                                                                                                   | punteggio |
| ----- | --- | --------- |
| 1     | Alti dirigenti dell'amministrazione dello Stato                                                             | 89,93     |
| 2     | Liberi professionisti forensi                                                                               | 89,66     |
| 3     | Politici nazionali e presidenti di regione o provincia, e sindaci di grandi città                           | 88,14     |
| 4     | Liberi professionisti in ambito medico-sanitario                                                            | 86,25     |
| 5     | Professionisti alle dipendenze del settore pubblico: amministrazione dell'ordine pubblico e della giustizia | 83,48     |
| 6     | Grandi imprenditori (più di 50 dipendenti) dell'industria e del terziario                                   | 82,65     |
| 7     | Liberi professionisti di discipline ingegneristiche                                                         | 81,52     |
| 8     | Dirigenti del settore pubblico                                                                              | 80,91     |
| 9     | Alti dirigenti di imprese private                                                                           | 80,76     |
| 10    | Professionisti alle dipendenze del settore privato: ambito medico e ingegneristico                          | 77,83     |
| 11    | Medi imprenditori (15-49 dipendenti) del terziario avanzato (consulenza, tecnologia e informazione)         | 76,69     |
| 12    | Grandi imprenditori (più di 50 dipendenti) del settore primario e delle costruzioni                         | 76,57     |
| 13    | Dirigenti del settore privato dei trasporti                                                                 | 76,37     |
| 14    | Professionisti alle dipendenze del settore pubblico: ambito medico e ingegneristico e ricercatori           | 75,78     |
| 15    | Medi imprenditori (15-49 dipendenti) del settore industriale e manifatturiero                               | 75,61     |
| 16    | Militari: ufficiali superiori                                                                               | 75,39     |
| 17    | Dirigenti del settore privato dei servizi e della grande distribuzione                                      | 75,14     |
| 18    | Alto esercizio del culto religioso                                                                          | 74,41     |
| 19    | Medi imprenditori (15-49 dipendenti) dei trasporti (di cose e persone) e della logistica                    | 73,77     |
| 20    | Politici regionali e provinciali e sindaci di comuni di medie e piccole dimensioni                          | 73,29     |
| 21    | Piccoli imprenditori (4-14 dipendenti) del terziario avanzato (consulenza, tecnologia e informazione)       | 73,15     |
| 22    | Liberi professionisti in scienze umane                                                                      | 72,96     |
| 23    | Medi imprenditori (15-49 dipendenti) dell'edilizia primaria/impiantistica                                   | 72,96     |
| 24    | Liberi professionisti in scienze matematiche, fisiche e naturali                                            | 72,14     |
| 25    | Dirigenti del settore privato dell'agricoltura                                                              | 70,81     |
| 26    | Piccoli imprenditori (4-14 dipendenti) del settore industriale e manifatturiero                             | 69,57     |
| 27    | Medi imprenditori (15-49 dipendenti) del commercio, turismo e di altri servizi                              | 68,37     |
| 28    | Liberi professionisti in attività economiche e amministrative                                               | 67,21     |
| 29    | Lavoratori autonomi (1-3 dipendenti) dei servizi alle imprese, finanziari e assicurativi                    | 66,95     |
| 30    | Dirigenti del settore privato dell'industria                                                                | 66,83     |
| 31    | Piccoli imprenditori (4-14 dipendenti) dell'edilizia primaria e impiantistica                               | 66,47     |
| 32    | Dirigenti del settore privato dell'edilizia                                                                 | 66,26     |
| 33    | Professionisti alle dipendenze del settore privato: ambito tecnico-scientifico                              | 65,81     |
| 34    | Dirigenti del settore privato del servizio alberghiero e ristorazione                                       | 65,08     |
| 35    | Liberi professionisti delle arti e dello spettacolo con funzioni di direzione                               | 64,82     |
| 36    | Professionisti alle dipendenze del settore pubblico: amministrazione ordinaria e nac                        | 64,19     |
| 37    | Politici di piccoli comuni (esclusi i sindaci)                                                              | 63,77     |
| 38    | Insegnanti delle scuole secondarie superiori                                                                | 63,67     |
| 39    | Dirigenti del settore privato della logistica                                                               | 63,59     |
| 40    | Lavoratori autonomi (1-3 dipendenti) dei servizi di cura alle persone                                       | 62,89     |
| 41    | Militari: ufficiali inferiori                                                                               | 61,43     |
| 42    | Lavoratori autonomi (1-3 dipendenti) del turismo                                                            | 61,21     |
| 43    | Piccoli imprenditori (4-14 dipendenti) del commercio, del turismo e dei servizi nac                         | 60,99     |
| 44    | Professionisti alle dipendenze del settore privato: amministrativo e della comunicazione e nac              | 60.91     |
| 45    | Insegnanti delle scuole secondarie inferiori                                                                | 60.43     |
| 46    | Impiegati intermedi del settore pubblico: ambito tecnico-scientifico                                        | 60.13     |
| 47    | Liberi professionisti tecnici diplomati                                                                     | 59.81     |
| 48    | Impiegati intermedi del settore privato: caporeparti nei settori primario e secondario                      | 57.45     |
| 49    | Lavoratori autonomi (senza dipendenti) dei servizi specialistici di cura alle persone                       | 57.14     |
| 50    | Piccoli imprenditori (4-14 dip.) in lavorazioni a carattere artigianale                                     | 57.13     |
| 51    | Impiegati intermedi del settore privato                                                                     | 57.09     |
| 52    | Dirigenti del settore privato del commercio della piccola distribuzione                                     | 56.35     |
| 53    | Lavoratori autonomi (1-3 dipendenti) del settore tecnologico, termoidraulico e affini                       | 56.25     |
| 54    | Alto esercizio del culto religioso con funzioni amministrative                                              | 56.07     |
| 55    | Lavoratori autonomi (senza dipendenti) dei servizi alle imprese, finanziari e assicurativi                  | 55.56     |
| 56    | Militari e assimilati: sottufficiali                                                                        | 55.43     |
| 57    | Liberi professionisti delle arti e dello spettacolo senza funzioni di direzione                             | 55.25     |
| 58    | Insegnanti di sostegno                                                                                      | 54.82     |
| 59    | Liberi professionisti del calcio                                                                            | 54.30     |
| 60    | Lavoratori autonomi (1-3 dipendenti) dei trasporti (di cose e persone) e logistica                          | 53.93     |
| 61    | Insegnanti delle scuole primarie (elementari) e materne                                                     | 53.10     |
| 62    | Medi imprenditori (15-49 dipendenti) del settore primario                                                   | 52.87     |
| 63    | Impiegati con mansioni di routine del settore privato in ambito tecnico-amministrativo                      | 51.83     |
| 64    | Impiegati intermedi del settore pubblico esclusi i tecnici                                                  | 51.81     |
| 65    | Piccoli imprenditori (4-14 dipendenti) del settore primario                                                 | 50.16     |
| 66    | Lavoratori autonomi (senza dipendenti) termo-idraulici e affini                                             | 49.42     |
| 67    | Lavoratori autonomi (1-3 dipendenti) del commercio non alimentare                                           | 48.83     |
| 68    | Lavoratori autonomi (senza dipendenti) del settore tecnologico                                              | 47.80     |
| 69    | Piccoli imprenditori (4-14 dipendenti) dei trasporti (di cose e persone) e della logistica                  | 47.71     |
| 70    | Supervisori in lavorazioni artigianali                                                                      | 46.39     |
| 71    | Lavoratori manuali del manifatturiero in lavorazioni artistiche, qualificati                                | 43.64     |
| 72    | Insegnanti di attività tecnico-manuali e di pratiche sportive                                               | 43.39     |
| 73    | Lavoratori autonomi (1-3 dipendenti) dell'artigianato artistico                                             | 42.81     |
| 74    | Sacerdoti e ministri del culto                                                                              | 42.48     |
| 75    | Capi operai                                                                                                 | 41.74     |
| 76    | Lavoratori autonomi (1-3 dipendenti) esercenti dei servizi                                                  | 41.60     |
| 77    | Impiegati con mansioni di routine del settore privato in ambito segretariale e di ufficio                   | 41.46     |
| 78    | Piccoli imprenditori (4-14 dipendenti) dell'edilizia secondaria/rifinitura                                  | 41.08     |
| 79    | Lavoratori autonomi (senza dipendenti) dell’artigianato artististico                                        | 40.01     |
| 80    | Lavoratori manuali del manifatturiero impianti elettrici e idraulici, qualificati                           | 39.04     |
| 81    | Personale subordinato militare                                                                              | 38.82     |
| 82    | Lavoratori autonomi (1-3 dipendenti) del settore primario                                                   | 37.18     |
| 83    | Liberi professionisti dello sport (escluso calcio)                                                          | 37.16     |
| 84    | Lavoratori autonomi (senza dipendenti) del commercio al dettaglio ed esercenti                              | 36.75     |
| 85    | Impiegati con mansioni di routine del settore pubblico                                                      | 35.38     |
| 86    | Lavoratori autonomi (senza dipendenti) dei servizi alle persone                                             | 34.99     |
| 87    | Lavoratori autonomi (1-3 dipendenti) del commercio alimentare                                               | 34.55     |
| 88    | Lavoratori autonomi (senza dipendenti) riparatori/installatori                                              | 32.71     |
| 89    | Lavoratori non manuali della P.A. e della sanità, qualificati                                               | 32.26     |
| 90    | Lavoratori dei trasporti, conducenti di mezzi speciali (del pubblico e del privato)                         | 31.56     |
| 91    | Lavoratori autonomi (senza dipendenti) del settore primario                                                 | 31.32     |
| 92    | Lavoratori autonomi (senza dipendenti) dell'artigianato (non artistico)                                     | 29.83     |
| 93    | Lavoratori autonomi (1-3 dipendenti) dell'edilizia e dell'industria                                         | 29.72     |
| 94    | Lavoratori manuali del manifatturiero operanti su macchine, qualificati                                     | 29.37     |
| 95    | Lavoratori manuali dell'edilizia, qualificati                                                               | 28.14     |
| 96    | Lavoratori non manuali della P.A. e della sanità, senza qualifica                                           | 28.00     |
| 97    | Impiegati con mansioni di routine del settore privato senza qualifica                                       | 27.84     |
| 98    | Lavoratori autonomi (senza dipendenti) dei trasporti (di cose e persone) e logistica                        | 27.65     |
| 99    | Lavoratori autonomi (1-3 dip.) dell'artigianato (non artistico)                                             | 27.12     |
| 100   | Lavoratori manuali del manifatturiero non meccanizzato e addetti alla manutenzione, qualificati             | 25.02     |
| 101   | Lavoratori autonomi (senza dipendenti) ambulanti con banco                                                  | 24.87     |
| 102   | Lavoratori manuali del primario, con qualifica                                                              | 21.88     |
| 103   | Lavoratori non manuali dei servizi, qualificati                                                             | 21.69     |
| 104   | Lavoratori manuali della P.A. e della sanità,                                                               | 19.54     |
| 105   | Lavoratori manuali dell'edilizia, senza qualifica                                                           | 18.22     |
| 106   | Lavoratori autonomi (senza dipendenti) ambulanti senza banco                                                | 17.58     |
| 107   | Lavoratori manuali del manifatturiero, senza qualifica                                                      | 16.96     |
| 108   | Lavoratori manuali del primario, senza qualifica                                                            | 14.33     |
| 109   | Lavoratori non manuali dei servizi, senza qualifica                                                         | 13.87     |
| 110   | Lavoratori manuali dei servizi                                                                              | 10.84     |

### Scala italiana ridotta
I dati della seguente scala ridotta sono tratti dalle pubblicazioni di Meraviglia e Accornero (2007) e Meraviglia (2012).
| Categoria                                            | Punteggio |
| ---------------------------------------------------- | --------- |
| Politici nazionali e cariche di governo              | 88,1      |
| Liberi professionisti tradizionali                   | 84,1      |
| Alti dirigenti                                       | 84,9      |
| Ufficiali di grado superiore                         | 75,4      |
| Grandi imprenditori                                  | 80,7      |
| Professionisti alle dipendenze                       | 72,7      |
| Politici locali                                      | 63,8      |
| Alte gerarchie religiose                             | 74,4      |
| Altri liberi professionisti                          | 66,4      |
| Dirigenti                                            | 69,8      |
| Ufficiali di grado inferiore                         | 61,4      |
| Politici a livello intermedio                        | 73,3      |
| Medie gerarchie religiose                            | 56,1      |
| Medi imprenditori                                    | 70,4      |
| Sacerdoti                                            | 42,5      |
| Sottufficiali                                        | 55,4      |
| Impiegati intermedi coordinamento/qualificati        | 55,6      |
| Insegnanti                                           | 56,1      |
| Piccoli imprenditori                                 | 61,8      |
| Liberi professionisti dello sport e dello spettacolo | 55,8      |
| Capi operai e supervisori                            | 43,2      |
| Micro imprenditori                                   | 42,8      |
| Impiegati con mansioni di routine                    | 33,5      |
| Personale militare                                   | 38,8      |
| Lavoratori autonomi                                  | 36,3      |
| Lavoratori manuali qualificati                       | 29,2      |
| Lavoratori manuali non qualificati                   | 18,5      |